# ويليام كلارك (سياسي أسترالي)
ويليام كلارك (بالإنجليزية: William Clarke)‏ هو سياسي أسترالي، ولد في 26 يونيو 1843، وتوفي في 9 مارس 1903. انتخب عضو الجمعية التشريعية نيو ساوث ويلز عن دائرة Electoral district of Orange ‏ (24 نوفمبر 1880 – 1889).